# Kai Tracid
(Kai Tracid nell'intervista per il Luminosity Beach Festival 2011)
Kai Tracid o Kai MacDonald, pseudonimo di Kai Franz (Francoforte sul Meno, 17 gennaio 1972), è un disc jockey e produttore discografico tedesco.

## Biografia
Lo pseudonimo Tracid deriva dalla commistione che spesso adotta per fare musica, caratterizzata dall'unione fra la musica trance e l'acid music. È, infatti, uno dei maggiori esponenti del sottogenere acid trance.
Nel 1997, diventa famoso in Germania con il suo terzo singolo "Your Own Reality". Nel 1998, riesce ad ottenere una fama internazionale con "Liquid Skies".
Dal 2000 pubblica le sue registrazioni sotto la sua etichetta discografica, la Tracid Traxxx (creata nel 1999), sotto la quale vengono pubblicate tra l'altro tre volumi in compilation di tipologia acid, stile rappresentato non solo da Tracid ma anche dagli altri dj/producer della compagnia. Nel novembre del 2001 entra nella top ten della German single charts. Nel 2007 l'etichetta chiude i battenti.
Negli anni, rilascia varie tracce sotto numerosi alias e prende parte a vari progetti musicali con altri dj e produttori.
Kai Tracid è uno di quei produttori che attribuiscono molta importanza al contenuto emotivo dei brani e ai loro messaggi. Si tratta di un approccio un po' inusuale nella scena della musica elettronica. Molti testi delle sue canzoni sono, infatti, riflessivi o incentrati su tematiche e problemi esistenziali quali la solitudine, la depressione, il suicidio, l'abuso di droga, il conscio e la contemplazione dell'esistenza. 

   
In un'intervista del 2005, quando gli viene chiesto quale tipo di messaggio trasmette la sua musica, ha dichiarato quanto segue:

## Discografia

### Album studio
- Skywalker 1999 (1999)
- Trance & Acid (2002)
- Contemplate (The Reason You Exist) (2003)

### Raccolte/album di collaborazione
- Tracid Traxxx Volume 1 (2000)
- Tracid Traxxx Volume 2 (2001)
- Tracid Traxxx Volume 3 (2003)
- Remix Collection (2012)

### Singoli
- So Simple (1996)
- Makin' Friends (1997)
- Your Own Reality (1997)
- Dance for Eternity (1998)
- Liquid Skies (1998)
- Destiny's Path (1999)
- Tiefenrausch (The Deep Blue) (2000)
- Too Many Times (2001)
- Life Is Too Short (2001)
- Trance & Acid (2002)
- 4 Just 1 Day (2002)
- Conscious (2003)
- Deeper (2004)
- Inflator/Aural Border (2007)
- Buchla200e (2011)
- This is What It's All About (2014)
- Be The Change (2014)
- DT64 (2020)
- Freedom Of Expression  (2020)
- Wrong or Right (2021)